# Municipio de Elm Grove (Dakota del Norte)
El municipio de Elm Grove (en inglés: Elm Grove Township) es un municipio ubicado en el condado de Grand Forks en el estado estadounidense de Dakota del Norte. En el año 2010 tenía una población de 120 habitantes y una densidad poblacional de 1,27 personas por km².

## Geografía
El municipio de Elm Grove se encuentra ubicado en las coordenadas 47°58′37″N 97°41′18″O / 47.97694, -97.68833. Según la Oficina del Censo de los Estados Unidos, el municipio tiene una superficie total de 94.47 km², de la cual 94,47 km² corresponden a tierra firme y (0 %) 0 km² es agua.

## Demografía
Según el censo de 2010, había 120 personas residiendo en el municipio de Elm Grove. La densidad de población era de 1,27 hab./km². De los 120 habitantes, el municipio de Elm Grove estaba compuesto por el 95,83 % blancos, el 0,83 % eran asiáticos, el 2,5 % eran de otras razas y el 0,83 % eran de una mezcla de razas. Del total de la población el 2,5 % eran hispanos o latinos de cualquier raza.